# Sr. y Sra. Clark y Percy
Sr. y Sra. Clark y Percy (en inglés, Mr and Mrs Clark and Percy) es una pintura del artista británico David Hockney. Pintada entre 1970 y 1971, muestra al diseñador de moda Ossie Clark y a la diseñadora textil Celia Birtwell en su piso de Notting Hill Gate poco después de su boda, con uno de los gatos de la pareja en las rodillas de Clark. El gato blanco representado en la pintura era su gata Blanche; Percy era su otro gato, pero Hockney pensó que "Percy" sería un mejor título.

## Fondo
La obra forma parte de una serie de retratos dobles realizados por Hockney a partir de 1968, a menudo retratando a sus amigos. Hockney y Clark eran amigos desde que se conocieron en Mánchester en 1961, y Hockney fue el padrino de boda de Clark con Birtwell en 1969. Hockney realizó trabajos preparatorios para la pintura ese año, realizando dibujos y tomando fotografías. Trabajó en la pintura desde principios de 1970 hasta principios de 1971.

## Descripción
La pareja está representada en el dormitorio de su apartamento en Notting Hill Gate, casi a tamaño natural, a ambos lados de una ventana alta con un par de postigos, uno abierto para revelar la balaustrada de un balcón que da a una fachada georgiana más allá. A la izquierda, Birtwell está de pie con un vestido largo morado de mangas y lazo fucsia, con la diestra en la cadera; a la derecha se sienta Clark con un jersey azul y pantalones verdes, recostado en una silla moderna con estructura de metal con los pies descalzos sobre una alfombra gruesa de color claro y un cigarrillo en la mano izquierda, y con un gato blanco en el regazo. Tanto Birtwell como Clark miran al espectador, atrayéndolo como una tercera persona a la composición. El gato se rebela ignorando al espectador y mirando por la ventana.
La habitación está relativamente vacía y despejada, en el estilo minimalista sencillo de moda en las décadas de 1960 y 1970, con un teléfono y una lámpara en el suelo a la derecha de Clark, y una mesa sencilla blanca en primer plano a la izquierda ante Birtwell con un jarrón verde con lirios y un libro amarillo. Hay una ilustración enmarcada en la pared a la izquierda de la retratada.
Hockney trabajó en la obra reelaborándola hasta quedar satisfecho, por ejemplo, repintó la cabeza de Clark unas doce veces. Ha descrito el estilo de su obra como cercano al naturalismo, aunque las superficies son característicamente abstractas y aplanadas. Hockney logra la difícil tarea de equilibrar las figuras oscuras a "contraluz", recortadas en la luminosidad que entra a raudales por la ventana detrás de ellos.  
La obra es en acrílico sobre lienzo y mide 213,4 cm por 304,8 cm. La pintura fue presentada a la Tate Gallery por los amigos de la galería en 1971 y permanece en la colección Tate. Apareció entre los diez finalistas de la votación de la pintura más grande de Gran Bretaña en 2005, la única obra de un artista vivo en hacerlo.

## Simbolismo
Hockney se basó tanto en el Retrato del matrimonio Arnolfini de Jan van Eyck como en El progreso del libertino de William Hogarth para el simbolismo y la composición de la pintura. Una copia de un grabado de Hockney, que muestra su propia interpretación de El progreso del libertino (1961-1963), está en la pared a la izquierda de Birtwell.
Las posiciones de las dos figuras se invierten respecto al retrato de los Arnolfini, con la implicación de que Birtwell es el socio asertivo. El retrato de Hockney, con la novia de pie y el novio sentado, también invierte la convención del retrato tradicional de boda, como el Señor y señora Andrews de Thomas Gainsborough. Los lirios delante de Birtwell, símbolo de la pureza femenina, también están asociados con representaciones de la Anunciación (en el momento del retrato, Birtwell estaba embarazada). El gato "Percy" (en jerga británica vulgar, una alusión para pene) se sienta erguido cerca de la entrepierna de Clark. El gato es un símbolo de infidelidad y envidia, sustituyendo al perro (símbolo de fidelidad) en el Retrato de los Arnolfini. En este caso, Clark siguió teniendo aventuras con hombres y mujeres, lo que contribuyó a la ruptura del matrimonio en 1974: la descripción que hace Hockney de la pareja junta pero separada presagia su divorcio.
La escena interior informal llena de objetos simbólicos se hace eco igualmente de las pinturas victorianas, como El despertar de la conciencia de William Holman Hunt.